# Roneisha McGregor
Roneisha McGregor (9 ottobre 1997) è una velocista giamaicana, medaglia di bronzo olimpica nella staffetta 4×400 metri a Tokyo 2020.

## Palmarès
| Anno | Manifestazione          | Sede       | Evento        | Risultato  | Prestazione | Note                                     |
| ---- | ----------------------- | ---------- | ------------- | ---------- | ----------- | ---------------------------------------- |
| 2016 | Mondiali U20            | Bydgoszcz  | 200 m piani   | Semifinale | 23"94       | Miglior prestazione personale            |
| 2016 | Mondiali U20            | Bydgoszcz  | 4×400 m       | Argento    | 3'31"01     |                                          |
| 2019 | Giochi panamericani     | Lima       | 4×400 m       | Bronzo     | 3'27"61     |                                          |
| 2019 | Mondiali                | Doha       | 4×400 m       | Bronzo     | 3'22"37     | [ 1 ]                                    |
| 2019 | Mondiali                | Doha       | 4×400 m mista | Argento    | 3'11"78     | Record nazionale                         |
| 2021 | Giochi olimpici         | Tokyo      | 400 m piani   | Semifinale | 50"34       |                                          |
| 2021 | Giochi olimpici         | Tokyo      | 4×400 m       | Bronzo     | 3'21"24     | Miglior prestazione personale stagionale |
| 2022 | Mondiali indoor         | Belgrado   | 400 m piani   | Batteria   | 52"89       |                                          |
| 2022 | Mondiali indoor         | Belgrado   | 4×400 m       | Oro        | 3'28"40     | Miglior prestazione personale stagionale |
| 2022 | Mondiali                | Eugene     | 4×400 m mista | 5ª         | 3'12"71     | [ 1 ]                                    |
| 2022 | Giochi del Commonwealth | Birmingham | 400 m piani   | Batteria   | 53"28       |                                          |
| 2022 | Giochi del Commonwealth | Birmingham | 4×100 m       | Bronzo     | 43"08       |                                          |
| 2022 | Giochi del Commonwealth | Birmingham | 4×400 m       | Argento    | 3'26"93     |                                          |
| 2024 | World Relays            | Nassau     | 4×400 m       | Batteria   | 3'29"03     |                                          |
| 2025 | World Relays            | Guangzhou  | 4x400 m       | Batteria   | 3'40"52     |                                          |